# Carolina Maneiro Porley

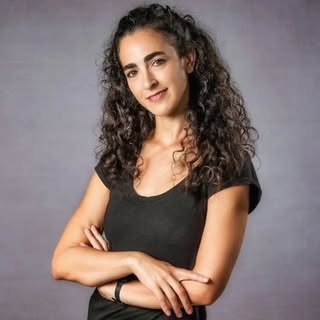
Carolina Maneiro, exbailarina del Ballet Nacional del Sodre de Uruguay.

Carolina Maneiro es una bailarina uruguaya retirada, instructora de yoga y pilates, y arquitecta. Integró el elenco del Ballet Nacional Sodre (BNS), compañía oficial de danza clásica de Uruguay, en el período de renovación artística liderado por Julio Bocca desde 2010.

## Trayectoria en el Ballet Nacional del Sodre
Durante su permanencia en el Ballet Nacional del Sodre, Maneiro participó en producciones tanto del repertorio clásico como contemporáneo. Su actividad artística incluyó funciones regulares y representaciones destinadas a instituciones educativas.
Entre las producciones en las que participó se encuentran:
- Theme and Variations / Chacona / Encuentros (2019).[1]
- La Viuda Alegre (2012).[2]
- Don Quijote (2017, versión educativa).[3]
- El Corsario (2015, versión educativa).[4]
- The Leaves Are Fading (2012).[5]
- Gala del BNS (2010).[6]

El proceso de profesionalización de la compañía durante esta etapa fue destacado por varios medios.

## Formación y docencia
Maneiro cuenta con formación en arquitectura y se desempeña también como instructora certificada en yoga y pilates. Es profesora de Dharma Yoga y posee certificación en Pilates Mat y Reformer por Corpo Pilates.
Además de su trayectoria artística, ha desarrollado actividades vinculadas al entrenamiento físico y la enseñanza de técnicas corporales.

## Actividad cultural
Participó en eventos de difusión cultural del BNS en giras por el interior del país, como presentaciones en el departamento de Florida, promovidas por instituciones locales.
También figura como parte del archivo fotográfico de la exposición "Pueblo Ballet" del Centro de Fotografía de Montevideo.